# 住吉町 (横浜市)
住吉町（すみよしちょう）は、神奈川県横浜市中区の町名。現行行政地名は住吉町。「字丁目」として1丁目から6丁目までが存在し、住居表示は未実施。面積は0.052km²。

## 地理
横浜の関内地区に南東－北西に走る北西方向一方通行の相生町通りに沿った約750mの細長い町域を持ち、南東が1丁目となる。南東はみなと大通をはさんで横浜公園に接し、北東は相生町、南西は常盤町に挟まれる。6丁目は大岡川に突き当たり、歩行者専用の住吉橋が桜木町駅方面へ通じている。各丁目の境には、1・2丁目境にベイスターズ通、2・3丁目境に関内桜通、3・4丁目境に関内大通、4・5丁目境に馬車道、5・6丁目境に博物館通が横切る。一帯はビジネス街で、1丁目にスカーフ会館と、通りの向かいに横浜住吉町郵便局、2丁目に神奈川県洋服会館、4丁目に関内ホール、6丁目に神奈川県不動産会館などがある。ビジネスホテルが多いのもこの街の特徴で、3丁目にコンフォートホテルとアパホテル、5丁目にリッチモンドホテル、6丁目にホテルエディット横濱が立つ。界隈には飲食店も多い。

## 歴史
太田町から港町にかけての各町と同様に1850年（嘉永3年）から1856年（安政3年）にかけて太田屋新田として開拓された土地で、1867年（慶応3年）に伊藤清十郎により埋め立てられ、街並みが形成された。1871年（明治4年）に現在の町名となる。町の名は縁起を祝って付けられた、瑞祥地名である。同年に入船町通りの一部を編入。1873年3月に相生町で出火した火災により、町の大半が焼失。同年5月に地区改正が行われ、小松町・小船町・駒形町・高砂町の各一部を編入して1～6丁目を置いた。1889年4月1日に横浜市に市制編入。1923年9月の関東大震災では甚大な被害を受け、1945年5月の横浜大空襲でも全家屋が倒壊する被害を受けている。1961年に中区役所が桜木町から町内に移転（1983年に、日本大通の新庁舎に移転）。1970年には旧横浜宝塚劇場が市民ホールとなり、1986年に建て替えられ、横浜市市民文化会館関内ホールとしてオープンした。
2022年、住吉町全域が暴力団排除特別強化地域に指定。地域内では飲食店などの特定営業者と暴力団員との間でみかじめ料のやりとりなどが禁止され、違反者は金銭の支払い側であっても懲役1年以下または罰金50万円以下の罰則が科されることとなった。

## 世帯数と人口
2025年（令和7年）6月30日現在（横浜市発表）の世帯数と人口は以下の通りである。なお、4丁目は0人のため、省略する。
| 丁目        | 世帯数  | 人口  |
| ----------- | ------- | ----- |
| 住吉町1丁目 | 75世帯  | 132人 |
| 住吉町2丁目 | 92世帯  | 131人 |
| 住吉町3丁目 | 19世帯  | 27人  |
| 住吉町5丁目 | 39世帯  | 51人  |
| 住吉町6丁目 | 242世帯 | 477人 |
| 計          | 467世帯 | 818人 |

### 人口の変遷
国勢調査による人口の推移。
| 年                 | 人口 |
| ------------------ | ---- |
| 1995年（平成7年）  | 181  |
| 2000年（平成12年） | 160  |
| 2005年（平成17年） | 498  |
| 2010年（平成22年） | 509  |
| 2015年（平成27年） | 739  |
| 2020年（令和2年）  | 798  |

### 世帯数の変遷
国勢調査による世帯数の推移。
| 年                 | 世帯数 |
| ------------------ | ------ |
| 1995年（平成7年）  | 102    |
| 2000年（平成12年） | 107    |
| 2005年（平成17年） | 298    |
| 2010年（平成22年） | 293    |
| 2015年（平成27年） | 409    |
| 2020年（令和2年）  | 453    |

## 学区
市立小・中学校に通う場合、学区は以下の通りとなる（2024年11月時点）。
| 丁目        | 番・番地等 | 小学校             | 中学校                 |
| ----------- | ---------- | ------------------ | ---------------------- |
| 住吉町1丁目 | 全域       | 横浜市立本町小学校 | 横浜市立横浜吉田中学校 |
| 住吉町2丁目 | 全域       | 横浜市立本町小学校 | 横浜市立横浜吉田中学校 |
| 住吉町3丁目 | 全域       | 横浜市立本町小学校 | 横浜市立横浜吉田中学校 |
| 住吉町4丁目 | 全域       | 横浜市立本町小学校 | 横浜市立横浜吉田中学校 |
| 住吉町5丁目 | 全域       | 横浜市立本町小学校 | 横浜市立横浜吉田中学校 |
| 住吉町6丁目 | 全域       | 横浜市立本町小学校 | 横浜市立横浜吉田中学校 |

## 事業所
2021年現在の経済センサス調査による事業所数と従業員数は以下の通りである。
| 丁目        | 事業所数  | 従業員数 |
| ----------- | --------- | -------- |
| 住吉町1丁目 | 111事業所 | 1,200人  |
| 住吉町2丁目 | 87事業所  | 848人    |
| 住吉町3丁目 | 56事業所  | 270人    |
| 住吉町4丁目 | 54事業所  | 645人    |
| 住吉町5丁目 | 49事業所  | 228人    |
| 住吉町6丁目 | 74事業所  | 990人    |
| 計          | 431事業所 | 4,181人  |

### 事業者数の変遷
経済センサスによる事業所数の推移。
| 年                 | 事業者数 |
| ------------------ | -------- |
| 2016年（平成28年） | 395      |
| 2021年（令和3年）  | 431      |

### 従業員数の変遷
経済センサスによる従業員数の推移。
| 年                 | 従業員数 |
| ------------------ | -------- |
| 2016年（平成28年） | 3,955    |
| 2021年（令和3年）  | 4,181    |

## 施設
- 横浜市市民文化会館関内ホール
- 歯の博物館
- アパホテル
- コンフォートホテル
- ホテルエディット
- リッチモンドホテル

## その他

### 日本郵便
- 郵便番号：231-0013[3]（集配局：横浜港郵便局[21]）

### 警察
町内の警察の管轄区域は以下の通りである。
| 丁目        | 番・番地等 | 警察署       | 交番・駐在所 |
| ----------- | ---------- | ------------ | ------------ |
| 住吉町1丁目 | 全域       | 加賀町警察署 | 尾上町交番   |
| 住吉町2丁目 | 全域       | 加賀町警察署 | 尾上町交番   |
| 住吉町3丁目 | 全域       | 加賀町警察署 | 尾上町交番   |
| 住吉町4丁目 | 全域       | 加賀町警察署 | 尾上町交番   |
| 住吉町5丁目 | 全域       | 加賀町警察署 | 尾上町交番   |
| 住吉町6丁目 | 全域       | 加賀町警察署 | 尾上町交番   |